# معركة كريثيا الثانية
معركة كريثيا الثانية خلال 6–8 مايو 1915م هي استمرار لمحاولة الحلفاء التقدم أكثر نحو كريثيا بجاليبولي بعد فشلهم في معركة كريثيا الأولى اثناء الحرب العالمية الأولى .أستمرت المعركة ثلاثة أيام وكانت نتيجتها فشل
المملكة المتحدة وفرنسا أمام صمود القوات العثمانية .

## أقرأ ايضاً
- معركة كريثيا الأولى
- معركة كريثيا الثالثة